# Freedom (Paul-McCartney-Lied)
Freedom (englisch für „Freiheit“) ist ein Lied des britischen Musikers Paul McCartney, das 2001 als Single A-Seite veröffentlicht wurde. Komponiert wurde es von Paul McCartney.

## Hintergrund

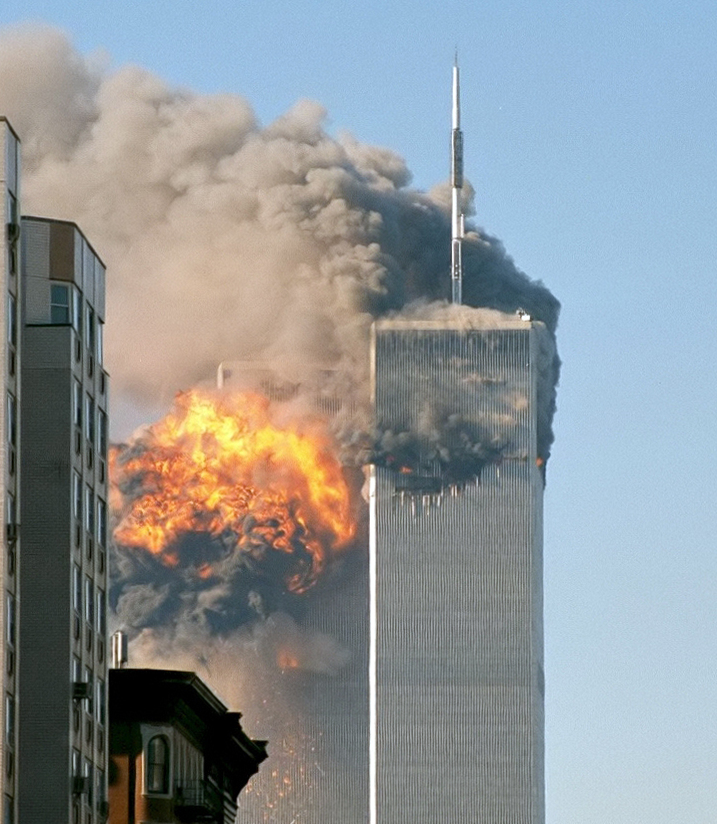
Einschlag in das World Trade Center am 11. September 2001

Freedom wurde als Reaktion auf die Terroranschläge am 11. September 2001 in den USA geschrieben. Am Morgen des 11. September 2001 saßen McCartney und Heather Mills in einem Flugzeug, das darauf wartete, New York in Richtung England zu verlassen, als Terroristen die Twin Towers zerstörten und alle Flüge am Boden blieben. Von seinem Fenster aus konnte McCartney Rauch aus den Türmen aufsteigen sehen.
Paul McCartney sagte im Oktober 2001 über seine Eindrücke: „Ich habe die letzten Augenblicke der Zwillingstürme des World Trade Centers miterlebt. Aus dem Fenster des Flugzeugs konnte ich sehen, wie die Türme rauchten und in Flammen standen, und wie alle anderen konnte ich nicht glauben, was passierte. Da der Flughafen dann geschlossen wurde, blieb ich nach dem Anschlag eine Woche in New York und konnte auch Zeuge des enormen Heldentums werden, das von der Stadt ausgegangen ist, einschließlich des Mutes der Feuerwehrleute und Polizisten. Ich habe große Bewunderung für den Mut, den all diese Jungs gezeigt haben. Ich fühle mich mit den Feuerwehrleuten verbunden, weil mein Vater während des Zweiten Weltkriegs freiwilliger Feuerwehrmann in Liverpool war.“
Berichten zufolge schrieb McCartney Freedom kurz nach den Ereignissen. Am 20. Oktober 2001 half er auch bei der Organisation des Konzerts für New York City im Madison Square Garden, bei dem er Freedom zweimal live aufführte. In dem Lied singt McCartney, dass die Freiheit ein „von Gott gegebenen Recht“ sei, für das er „kämpfen“ werde. Beim Konzert in New York City erklärte McCartney dem Publikum: „Es geht um Freiheit. Das ist eine Sache, die diese Leute nicht verstehen. Dafür lohnt es sich zu kämpfen.“
Freedom wurde am 5. November 2001 im Eiltempo veröffentlicht. McCartneys jüngste Single From a Lover to a Friend wurde zurückgezogen und durch Freedom ersetzt. Freedom war in Europa die zweite und in den USA die erste Singleauskopplung aus dem Album Driving Rain und erreichte Platz 97 in den USA in den Charts. In Deutschland und Großbritannien konnte sich die Single nicht platzieren.
Das Lied wurde auch als späte Ergänzung zu Driving Rain aufgenommen, als letzter Track. In den ersten Exemplaren war es nicht in der Running Order aufgeführt.
Der gesamte Erlös aus dem Verkauf der Single wurde nach den Terroranschlägen vom 11. September 2001 an die New Yorker Feuerwehr und New Yorker Polizei gespendet.
Für das Lied Freedom wurde ein Musikvideo unter der Regie von Harris Savides, Louis J. Horvitz und Albert Maysles produziert.
Weitere Liveauftritte mit Freedom erfolgten am 24. November im britischen Fernsehen und am 11. Dezember beim Konzert zum 100-jährigen Jubiläum des Friedensnobelpreises in Oslo und am 15. Dezember 2001 in der deutschen Unterhaltungs-Show Wetten, dass..?. Das Lied blieb in McCartneys Live-Set während seiner Driving USA-Tour und seiner Back In The US-Tour, die beide im Jahr 2002 stattfanden. Ein Mitschnitt aus der Reunion Arena in Dallas, Texas, vom 9. Mai 2002 ist auf dem Live-Album Back in the U.S. zu hören. McCartney spielte Freedom weiterhin am 3. Februar 2003 während des Super Bowls im Louisiana Superdome in New Orleans.
McCartney entschied sich jedoch, den Song nicht auf folgenden Tourneen zu spielen, wie z. B. auf seiner „US“-Tour 2005, da er das Gefühl hatte, dass das Lied durch den Krieg gegen den Terror der Regierung von George W. Bush „gekapert“ worden war und eine militaristische Bedeutung erlangt hätte.

## Aufnahme
Am 20. Oktober 2001 half er auch bei der Organisation des Konzerts für New York City im Madison Square Garden, bei dem er Freedom zweimal live aufführte – zuerst mit seiner Band, dann noch einmal als Zugabe mit den anderen Künstlern, darunter Eric Clapton an der Leadgitarre. McCartney nahm die Live-Aufnahme dann am 23. Oktober mit in die New Yorker Quad Studios, wo er seinen Gesang neu aufnahm, einen neuen Bassgitarrenpart hinzufügte und ein neues Gitarrensolo aufnahm.
Besetzung:
- Paul McCartney: Gesang, Akustische Gitarre, E-Gitarre, Bassgitarre
- Rusty Anderson: E-Gitarre
- Eric Clapton: E-Gitarre
- Will Lee: Bassgitarre
- Abe Laboriel Jr.: Schlagzeug
- Gabe Dixon: E-Klavier

## Coverversionen
Es gibt mindestens zwei Coverversionen von Freedom.

## Veröffentlichung
- Am 5. November 2001, eine Woche nach der Veröffentlichung der Single From a Lover to a Friend erschien in Großbritannien und Kontinentaleuropa die 5″-CD-Single Freedom / From a Lover to a Friend (David Kahne Remix 1) / From a Lover to a Friend (David Kahne Remix 2).[5] In Deutschland[6] und Großbritannien[7] wurden 5″-CD-Promotionsingles hergestellt, die nur Freedom enthalten. In den USA wurde Freedom am 13. November 2001 als einzige Singleauskopplung veröffentlicht, die 5″-CD-Single hatte die gleiche Titelzusammenstellung wie in Großbritannien.[8] Darüber hinaus wurde in den USA auch eine 7″-Vinyl-Jukeboxsingle (Freedom (Radio Edit)/From a Lover to a Friend)[9] und 5″-CD-Promotionsingles Freedom (Radio Edit) / Freedom (Album Version) hergestellt.[10]
- Freedom erschien am 12. November 2001 auf dem Album Driving Rain.
- Am 27. November 2001 wurde die Doppel-CD Concert for New York City mit vier Liedern von Paul McCartney veröffentlicht, unter anderen mit Freedom (Reprise).[11]
- Am 26. November 2002 erschien eine Liveversion von Freedom auf dem Album Back in the U.S..